# نایت‌شید (دی‌سی کامیکس)
نایت‌شید (به انگلیسی: Nightshade) با نام اصلی ایو عدن، یک شخصیت خیالی ابرقهرمان در کتاب‌های کامیک آمریکایی منتشر شده توسط دی‌سی کامیکس است. این شخصیت توسط استیو دیتکو و جو گیل خلق شده است که برای اولین بار در شمارهٔ ۸۲ مجموعه کاپیتان اتم (سپتامبر ۱۹۶۶) از انتشارات چارلتون کامیکس حضور پیدا کرد. با بودن تنها بازمانده خاندان سلطنتی سرزمین‌های نایت‌شیدز، ایو عدن با استفاده از قدرت‌های سایه که به ارث برده است، به عنوان نایت‌شید با مجرمین و جنایتکارها به مبارزه می‌پردازد.